# Paykullia braueri
Paykullia braueri är en tvåvingeart som först beskrevs av Gabriel Strobl 1895.  Paykullia braueri ingår i släktet Paykullia och familjen gråsuggeflugor. Inga underarter finns listade i Catalogue of Life.